# Monument voor Keesje Brijde
Het Monument voor Keesje Brijde (ook wel aangeduid als Keesje) is een oorlogsmonument in Amsterdam-Oost.

## Monument
Het monument bestaat uit een wit houten kruis en een gedicht met foto. Het monument is ter nagedachtenis aan oorlogsslachtoffer Keesje Brijde. Buurtbewoners plaatsten na de Tweede Wereldoorlog een houten kruis op de plek waar Keesje viel, ter hoogte van de huidige westelijke ingang van de Piet Heintunnel. Het stond vanwege de inrichting bekend als "het graf van Keesje". Bakker J. Schagen uit de Javastraat schreef onder de naam 'Rijmelaar' een gedicht dat ook in 2021 bij het kruis hangt. Het droeg lange tijd abusievelijk 1932 als geboortejaar; tussen 2013 en 2020 werd dat gecorrigeerd.
Personeelsleden van de Nederlandse Spoorwegen namen het monumentje na de Tweede Wereldoorlog onder hun hoede. Na het vertrek van de NS uit het Oostelijk Havengebied werd deze taak overgenomen door een school uit de Indische Buurt, De 8e Montessorischool Zeeburg. Door de herbestemming van het Oostelijk Havengebied tot woongebied, begin jaren tachtig, kwam het kruis met tekstbord in het gedrang. Toen het oude haventerrein op de schop ging hield de Projectgroep Oostelijk Havengebied het monumentje, dat bekend stond als 'het graf van Keesje', bereikbaar. Eind 1999 werd het verplaatst naar de hoek van de Cruquiusweg en de C. van Eesterenlaan, vóór het Internationaal Instituut voor Sociale Geschiedenis. Uiteindelijk kreeg het in 2000 een definitieve plek in het Keesje Brijdeplantsoen, aan de kant van de Panamakade.

## Herdenking
Jaarlijks wordt op Dodenherdenking bij het monument aan het Keesje Brijdeplantsoen een bijeenkomst georganiseerd door het Keesje Brijde Comité (KBC). Leerlingen van de 8e Montessorischool Zeeburg, die het Monument geadopteerd heeft, leggen bloemen neer en dragen gedichten voor. In 2020 en 2021 kon er vanwege de coronacrisis geen herdenkingsbijeenkomst worden gehouden en werd het publiek verzocht het monument individueel te bezoeken. De herdenkingsplek voor Keesje werd opgenomen in de route van 'Wandelend Herdenken'. De verhalen en gedichten die andere jaren door schoolkinderen werden voorgedragen zijn online gepubliceerd.

## Afbeeldingen

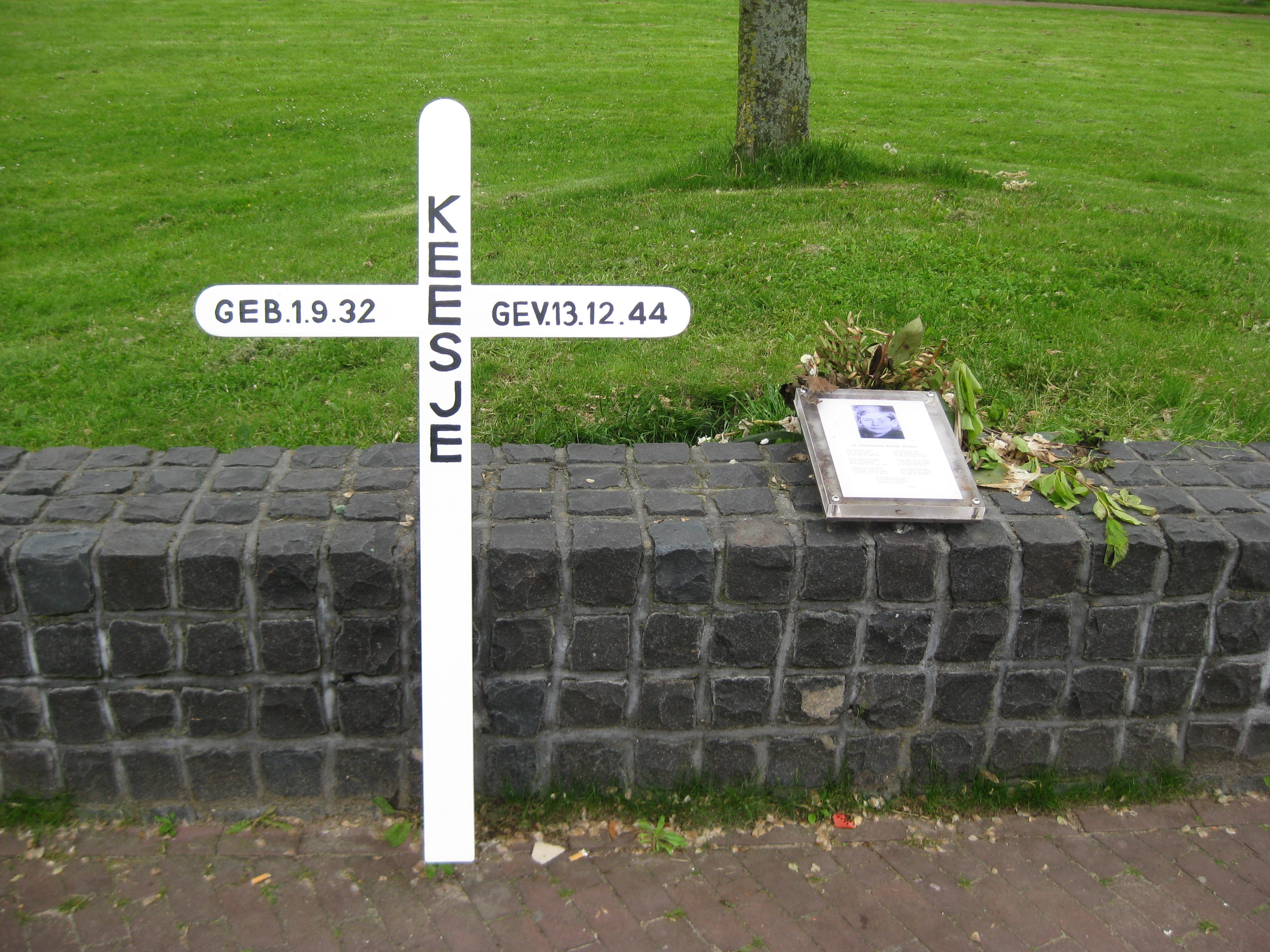
Monument met foutief geboortejaar (2013)

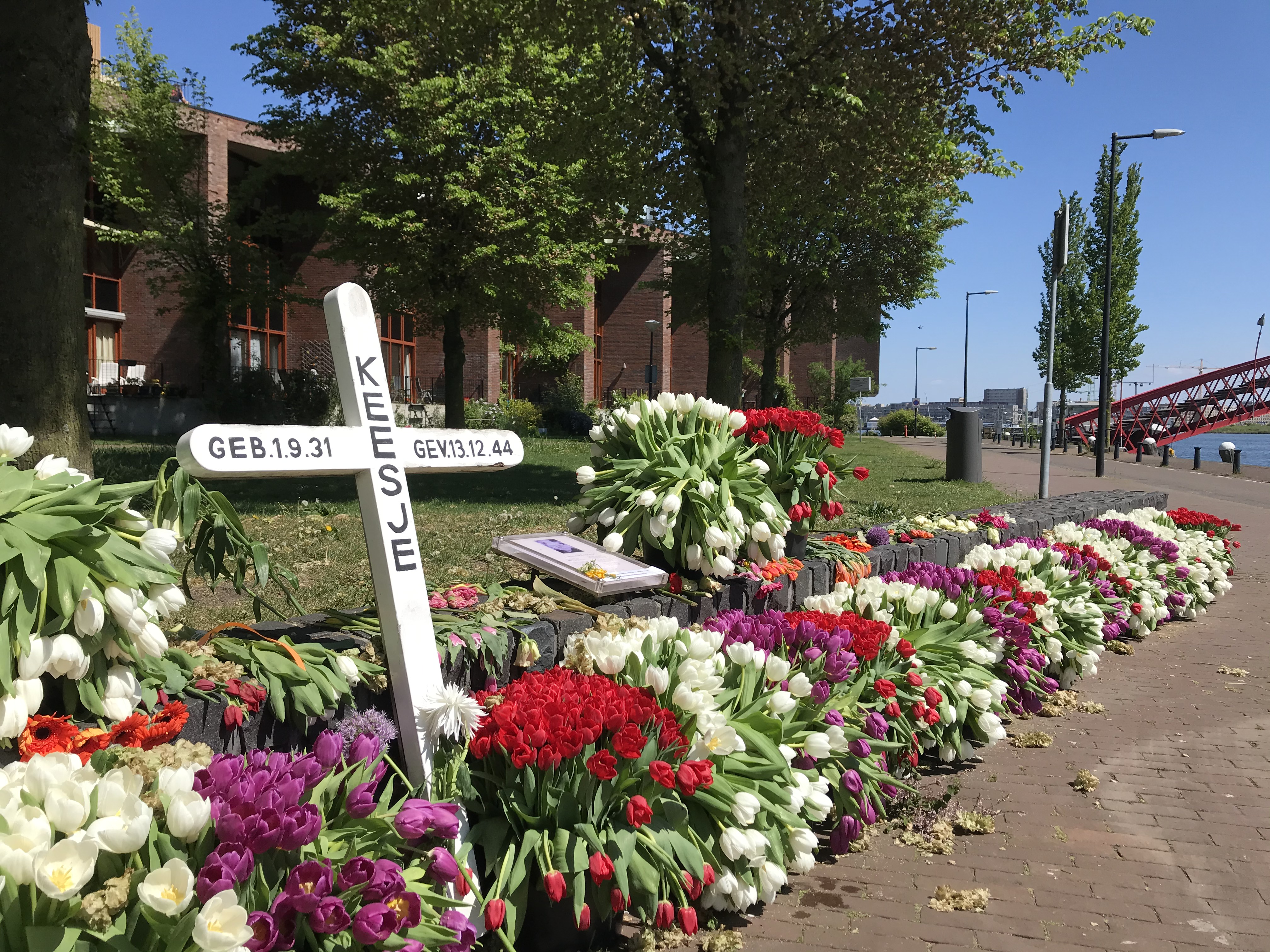
Bloemenzee in mei 2021 (rechts de Pythonbrug)